# Grandhotel Hessischer Hof

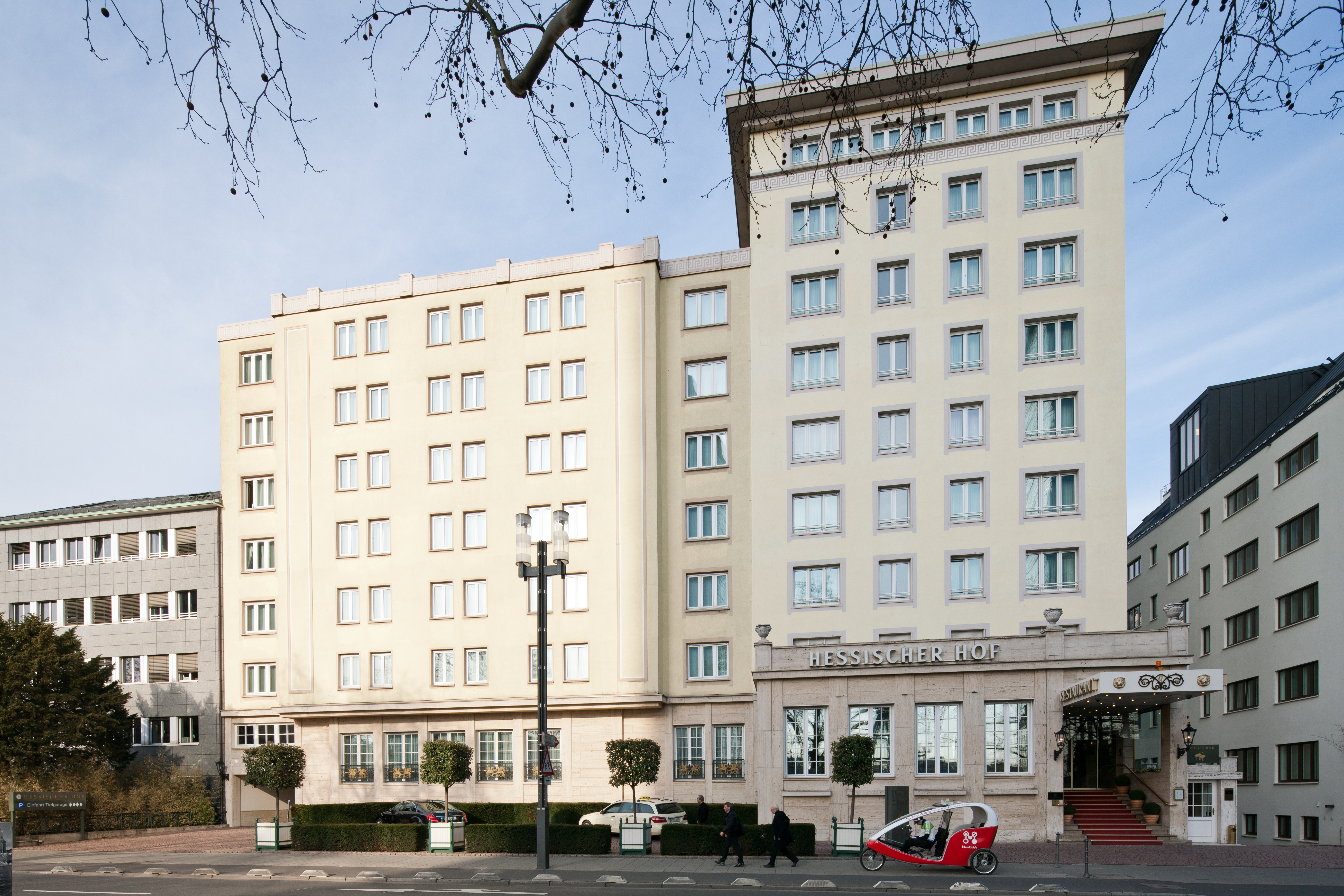
Grandhotel Hessischer Hof – Hotel Frankfurt von Südwesten, März 2012 (vor der Fassadensanierung)

Das Grandhotel Hessischer Hof – Hotel Frankfurt war das einzige privat geführte Luxushotel in Frankfurt am Main und im Besitz der Familienstiftung der Landgrafen und Prinzen von Hessen. Seit 2005 trug das Hotel offiziell den Zusatz Superior und war somit erst das zweite Haus in Hessen mit der höchsten vom deutschen Hotelverband vergebenen Klassifizierung. Das Hotel, sowie das Restaurant und die Bar stellten zum Jahresende 2020 ihren Betrieb ein.

## Geschichte

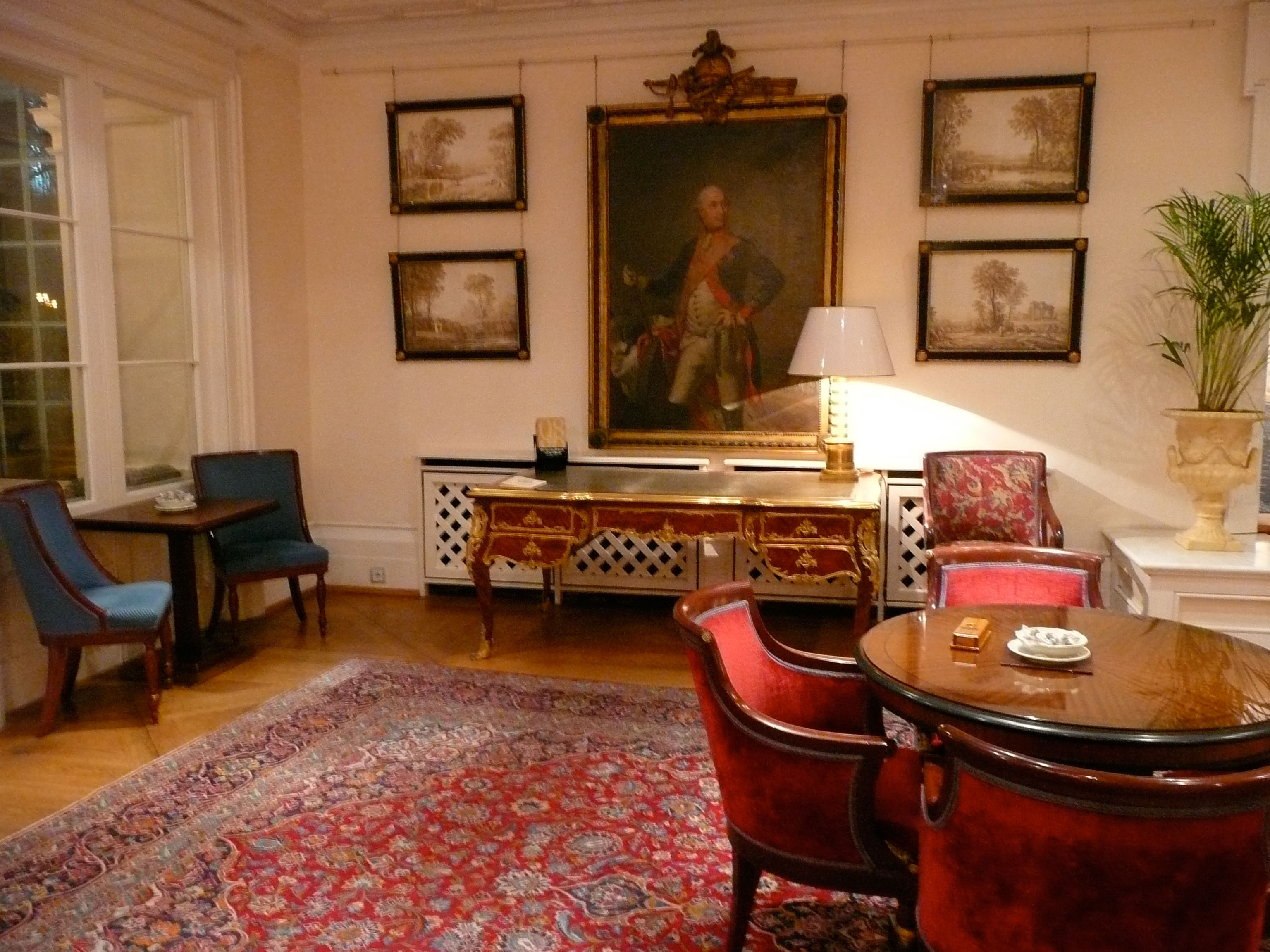
Eingangsbereich

Das „Grandhotel Hessischer Hof – Hotel Frankfurt“ wurde 1952 vom Frankfurter Architekten Werner W. Neumann  anstelle des 1944 im Zweiten Weltkrieg bei einem Bombenangriff zerstörten Stadthauses der Landgrafen von Hessen neu gebaut. Eigentümer ist die Hessische Hausstiftung, eine Stiftung des Hauses Hessen, dem die früheren Landgrafen, Kurfürsten und Großherzöge von Hessen entstammten. Beim Bau des Gebäudes wurde großer Wert auf die anspruchsvolle Gestaltung der Räumlichkeiten gelegt und das Hotel im Art-déco-Stil errichtet. Die Decke des Restaurants Sèvres war eine Kopie des Antikensaals von Schloss Fasanerie in Wiesbaden. Ebenfalls im Restaurant erhielt man Einblick in einen Teil der landgräflichen Porzellansammlung. Das Hotel verfügte über einen Antiquitäten- und Kunstbestand aus hessischen Schlössern.

## Hotel
Das Hotel umfasste insgesamt 121 Zimmer und Suiten.  Im Jahr 2010 wurden 28 Zimmer zu Executive Zimmern mit besonderer Ausstattung und größerer Grundfläche umgestaltet. Es standen zehn Veranstaltungsräume unterschiedlicher Größe zur Verfügung. Im Restaurant Sèvres war das Porzellan aus der Sammlung des Hauses Hessen ausgestellt. Das Sèvres-Porzellan stammte aus einer der bedeutendsten europäischen Manufakturen, dekoriert vom seinerzeit angesehensten Porzellanmaler Jean-Pierre Feuillet. Ebenfalls Teil des Grandhotels war die Cocktailbar Jimmy’s, die jährlich während der Frankfurter Buchmesse zum abendlichen Treffpunkt der Autoren und Verleger wurde.
Das Hotel erfüllte den Standard Fünf Sterne Superior gemäß der Hotelklassifizierung des Deutschen Hotel- und Gaststättenverbandes (DEHOGA) und war Mitglied von The Leading Hotels of the World.
Wegen hoher Verluste während der Corona-Pandemie wurde am 23. September 2020 die Schließung des Hotels bekanntgegeben. Im Dezember 2022 wurde bekannt, dass das Investmentunternehmen Peakside die Immobilie kurz zuvor für einen seiner selbst aufgelegten Fonds erworben hatte. Verkäuferin war die Unternehmensgruppe Prinz von Hessen. Peakside kündigte zu dieser Gelegenheit die Sanierung und Wiedereröffnung voraussichtlich im Jahr 2024 an. 2023 berichtete die FAZ, dass die indische Gruppe Taj Hotels neuer Betreiber wird, die das Hotel im Jahr 2025 wiedereröffnen wolle.